# Ђузепе Пеноне
Ђузепе Пеноне (итал. Giuseppe Penone; Гаресијо, 3. април 1947) је италијански ликовни уметник, који је почео професионално деловати 1968. и постао познат као један од млађих чланова покрета "уметност повера". Пенонеов опус се настоји бавити успоставом контакта између човека и природе.